# Shamgarh
Shamgarh là một thị xã và là một nagar panchayat của quận Mandsaur thuộc bang Madhya Pradesh, Ấn Độ.

## Địa lý
Shamgarh có vị trí 24°11′B 75°38′Đ / 24,18°B 75,63°Đ Nó có độ cao trung bình là 459 mét (1505 feet).

## Nhân khẩu
Theo điều tra dân số năm 2001 của Ấn Độ, Shamgarh có dân số 21.455 người. Phái nam chiếm 52% tổng số dân và phái nữ chiếm 48%. Shamgarh có tỷ lệ 69% biết đọc biết viết, cao hơn tỷ lệ trung bình toàn quốc là 59,5%: tỷ lệ cho phái nam là 79%, và tỷ lệ cho phái nữ là 59%. Tại Shamgarh, 15% dân số nhỏ hơn 6 tuổi.